# Uryū Ishida
Uryū Ishida (jap. 石田雨竜 Ishida Uryū) – fikcyjna postać z mangi i anime Bleach autorstwa Tite Kubo, jeden z jej głównych bohaterów tytułujący się „Ostatnim Quincy”.

## Informacje ogólne
Ishida to osoba skromna i zamknięta w sobie, bez większych wymagań towarzyskich, co udowadnia fakt, że prawdopodobnie połowa uczniów w jego klasie nie ma pojęcia o jego istnieniu. Niespecjalnie mu to przeszkadza – ceni sobie swoją samotność i spokój. Na co dzień nie wyróżnia się ubiorem; w szkole jest to schludny uniform, poza nią preferuje białą, rozpinaną koszulę i luźne spodnie. Jako Quincy przyodziewa biały strój z niebieskim, pięcioramiennym znakiem na plecach (niem. Quiny Zeichen; pol. Znak Quincy), całość uzupełniając pelerynką „à la magical girls”, jak określił to Ichigo (zawsze nosi przy sobie zapasową, by w razie czego zachować „image”). Nigdy nie rozstaje się z krzyżem Quincy, który nosi na ręce jak bransoletkę i w którym zawiera się cała jego moc. Ma dziwne jak na chłopaka zainteresowanie, którym jest szycie. W szkole nie wyróżnia się także zachowaniem – spokojny i cichy, chętnie zszyje rozprutą zabawkę, niechętnie wysłucha zbyt wylewnych podziękowań. Podczas walki jednak zmienia się w twardego i chłodnego przeciwnika, który w większości nie cofnie się przed niczym. Jest bardzo inteligentny, co może potwierdzić fakt, że wynik jego testu figurował na pierwszym miejscu szkolnej listy. Umie także logicznie myśleć, nawet w stresujących sytuacjach. Nade wszystko ceni sobie „dumę Quincy”.

## Historia
Jako małe dziecko, Ishida trenował z dziadkiem, chcąc zostać Quincy, wbrew woli ojca uważającego, że to nie przynosi żadnego zysku. Mimo wyraźnego zakazu spotykania się z dziadkiem, Ishida wciąż trenował pod czujnym okiem swego nauczyciela.
Przez całe życie apelował on do Shinigami, by połączyć siły wspólnie walczyć z Hollow, jednak bogowie śmierci stanowczo mu odmawiali, wciąż pozostawiając go pod obserwacją, jako ostatniego z jego klanu.
Podczas jednego z treningów, Ishida i jego sensei zostali zaatakowani przez kilku Hollow. Przy takiej ich ilości faktem było, że sam sensei (Ishida uniknął walki, kryjąc się za drzewem) nie da im rady. Uryū widział, że podczas walki jego dziadek do końca czekał na wsparcie, które nie nadeszło. Wysłani shinigami nie zdążyli na czas przyjść mu z pomocą, jednocześnie przyczyniając się do jego śmierci. Ishida nie mógł wybaczyć Shinigami takiego zlekceważenia sytuacji, której efektem była śmierć jego dziadka i znienawidził ich za to.
Podczas wizyty w Soul Society Uryū zmuszony był założyć rękawicę, darowaną niegdyś przez dziadka. Dzięki temu uzyskał ogromne zasoby mocy, pozwalające mu wiele razy przekroczyć swój limit. Udało mu się pokonać Shinigami w randze dowódcy oddziału, jednak wiązało się to z całkowitą utratą swojej wcześniejszej mocy. Ishida bardzo przeżywał to przez dłuższy czas, nieraz czując się niepotrzebny i bezużyteczny. Podczas walk z Bounto, na chwilę odzyskał łuk, używając do tego specjalnej bransolety wspomagającej Quincy bez energii duchowej, ofiarowanej mu przez zastępcę dowódcy dwunastego oddziału, jednakże uległa ona zniszczeniu podczas walki.
Gdy pewnego razu podczas spaceru natknął się na Hollow, z którym chcąc nie chcąc musiał walczyć, starał się pokonać go za pomocą „srebrnych rurek”, jednak stosował nieskuteczne zaklęcia i nie przyniosło to efektu. Zginąłby niechybnie, gdyby nie został uratowany przez swojego ojca, Ryūken'a. Jak się okazało jego ojciec nigdy nie zrezygnował z bycia Quincy, ponadto zaproponował synowi przywrócenie mocy pod jednym warunkiem: już nigdy nie będzie miał nic wspólnego z shinigami. Po namyśle Ishida zdecydował się postawić wszystko na jedną kartę i przystał na warunki ojca, przystępując do jego treningu, w którym odzyskał swoje moce (jedynym sposobem aby Quincy odzyskał utracone moce jest doprowadzenie jego ciała do limitu możliwości, po czym trafienie go strzałą przez innego Quincy dokładnie 19 mm na prawo od serca).

## Dalszy zarys
Ishida rusza do Hueco Mundo uratować Orihime. Wraz z resztą przyjaciół trafia do kwater Privaron Espady i walczy z Arrancarem numer 105 Cirucci Thunderwitch. Wygrywa walkę dzięki Seele Schneider, broni Quincy, który przypomina miecz. Dzięki absorbowaniu z otoczenia cząsteczek duchowych jest to broń, która ma dużą siłę rażenia. Ishida przez strzał tą właśnie bronią pokonuje swojego przeciwnika.
Następnie trafia na 8. Espadę Szayela Apporo Grantz, który zaczął walkę z Renjim. Postanawia użyć ataku, który przez połączenie pięciu Seele Schneiderów tworzy pięciokąt o destrukcyjnej mocy.
Aby tego dokonać potrzeba czasu. Abarai musi zająć przeciwnika na 20 sekund, co mu się udaje. Jednak Szayel, mimo ogromnych ran ciągle żyje. Na szczęście w porę pojawia się Mayuri, który ostatecznie pokonuje Arrancara. Następnie leczy rany Ishidy i Renjiego którzy dzięki temu udają się aby pomóc Kurosakiemu. Ishida stawia później czoła Yammiemu, co prawda nie zabija go jednak, ale wyklucza go z akcji na jakiś okres. Potem pomaga Orihime i Kurosakiemu podczas jego walki z Ulquiorrą.

## Odbiór
W pierwszym sondażu popularności postaci Bleacha, przeprowadzonym przez magazyn wydający mangę – Weekly Shōnen Jump, Uryū Ishida zajął trzecie miejsce. W dwóch kolejnych uplasował się odpowiednio: na ósmej i piątej pozycji. Do sklepów trafiły także pluszowe figurki oraz breloczki z podobiznami Uryū Ishidy.